# Herbie Kane
Herbie Kane (Bristol, 23 de noviembre de 1998) es un futbolista británico que juega en la demarcación de centrocampista para el Huddersfield Town A. F. C. de la League One.

## Trayectoria
Tras formarse en las filas inferiores del Bristol City F. C. y del Liverpool F. C., en 2018 se marchó en calidad de cedido al Doncaster Rovers F. C. Jugó en el club durante una temporada, jugando 38 partidos de liga y 11 de copa. Al comenzar la temporada 2019-20 volvió al Liverpool, con el que hizo su debut el 25 de septiembre en un encuentro de la Copa de la Liga contra el Milton Keynes Dons FC tras sustituir a Alex Oxlade-Chamberlain en el minuto 82, partido que finalizó con un resultado de 0-2 a favor del conjunto de Liverpool. El 3 de enero de 2020 se marchó cedido al Hull City A. F. C. hasta final de temporada. Finalizada la misma, y tras el descenso del equipo a League One, regresó a Liverpool para posteriormente ser traspasado al Barnsley F. C. Este equipo lo cedió al Oxford United F. C. en agosto de 2021. Posteriormente regresó a Barnsley, donde estuvo hasta la expiración de su contrato en la temporada 2023-24. Entonces firmó por tres años con el Huddersfield Town A. F. C.

## Clubes
| Club                            | País       | Año       | Partidos | Goles |
| ------------------------------- | ---------- | --------- | -------- | ----- |
| Doncaster Rovers F. C. (cedido) | Inglaterra | 2018-2019 | 49       | 7     |
| Liverpool F. C.                 | Inglaterra | 2019      | 2        | 0     |
| Hull City A. F. C. (cedido)     | Inglaterra | 2020      | 9        | 2     |
| Barnsley F. C.                  | Inglaterra | 2020-2021 | 28       | 0     |
| Oxford United F. C. (cedido)    | Inglaterra | 2021-2022 | 37       | 0     |
| Barnsley F. C.                  | Inglaterra | 2022-2024 | 95       | 14    |
| Huddersfield Town A. F. C.      | Inglaterra | 2024-     | 32       | 3     |